# Рижа коса
Рижата коса (или червена коса) се наблюдава при приблизително 1 – 2% от човешкото население.
Среща се по-често (2 – 6%) при хората от Северна и Западна Европа и по-рядко в други региони. Наблюдава се при хора с 2 дубликата на рецесивен ген върху 16 хромозома, който причинява мутация в меланокортиновия рецептор 1.
Рижата коса варира по цвят от дълбоко винено, през огнено оранжево, до блестящо медено. Характерни са високите нива на червеникавия пигмент феомеланин и сравнително ниските нива на тъмния пигмент еумеланин. Ако феомеланинът е в малки количества, а еумеланинът липсва, тогава човекът е блондин/рус.
Терминът риж (рижав) е в употреба поне от 1510 година. Свързан е със светлия цвят на кожата, на очите (сиви, сини, зелени и лешникови), лунички и чувствителност към ултравиолетовата светлина.
Рижата коса е най-често срещана в северните и западните краища на Европа, предимно при хора в Обединеното кралство и Ирландия. Рижите са срещани също така сред германците и келтите. Съставят приблизително 4% от европейското население.
Шотландия има най-висок дял на рижи хора – 13% от населението е рижо, а приблизително 40% са носители на рецесивния риж ген.
Следващата страна, която води по висок процент рижо население, е Ирландия – 10% от населението са рижи, включвайки червенокоси, червенокестеняви и ягодово руси. Смята се, че до 46% от ирландското население е носител на рецесивния ген на рижата коса.
Проучване през 1956 година сред избрани от британската армия разкрива висок брой червенокоси също в Уелс и англо-шотландските покрайнини.
Рижата коса е често срещана сред ашкеназите вероятно поради вливането на европейско ДНК в период от няколко века или по време на основополагането на тяхната общност в Европа.
Според оценки делът на рижите в Съединените щати е от 2% до 6%. Там е най-многобройното рижо население в света – от 6 милиона до 18 милиона в сравнение с приблизително 650 хиляди в Шотландия и 420 хиляди в Ирландия.